# Staatsfeind Nr. 1
Staatsfeind Nr. 1 (Wróg Publiczny numer 1) – trzeci studyjny album niemieckiego rapera Bushido. Album promowały utwory Endgegner (diss na Aggro) i Augenblick. Gościnnie występują Baba Saad, D-Bo, Chakuza, Billy13, Eko Fresh, Godsilla i J. R. Writer. Krążek sprzedał się w ponad 100.000 egzemplarzy i został zatwierdzony jako złoto.
1. "Intro"
2. "Waffendealer"
3. "Der Sandmann" (ft. Saad & Chakuza)
4. "Stimme Der Nation" (ft. Godsilla)
5. "Untergrund" (ft. Eko Fresh)
6. "Engel"
7. "Ab 18" (ft. Saad)
8. "Das Leben Ist Hart"
9. "Staatsfeind Nr.1"
10. "Sieh In Meine Augen" (ft. D-Bo)
11. "Harter Brocken" (ft. J.R. Writer)
12. "Hymne Der Straße" (ft. Saad)
13. "Augenblick"
14. "Endgegner"
15. "Bis Wir Uns Wieder Sehen" (ft. Cassandra Steen)
16. "Wir Regieren Deutschland" (ft. Saad & Billy)
17. "Mein Leben Lang" (ft. Chakuza)
18. "Der Bösewicht" (ft. Saad)
19. "Outro"